# Gamajun

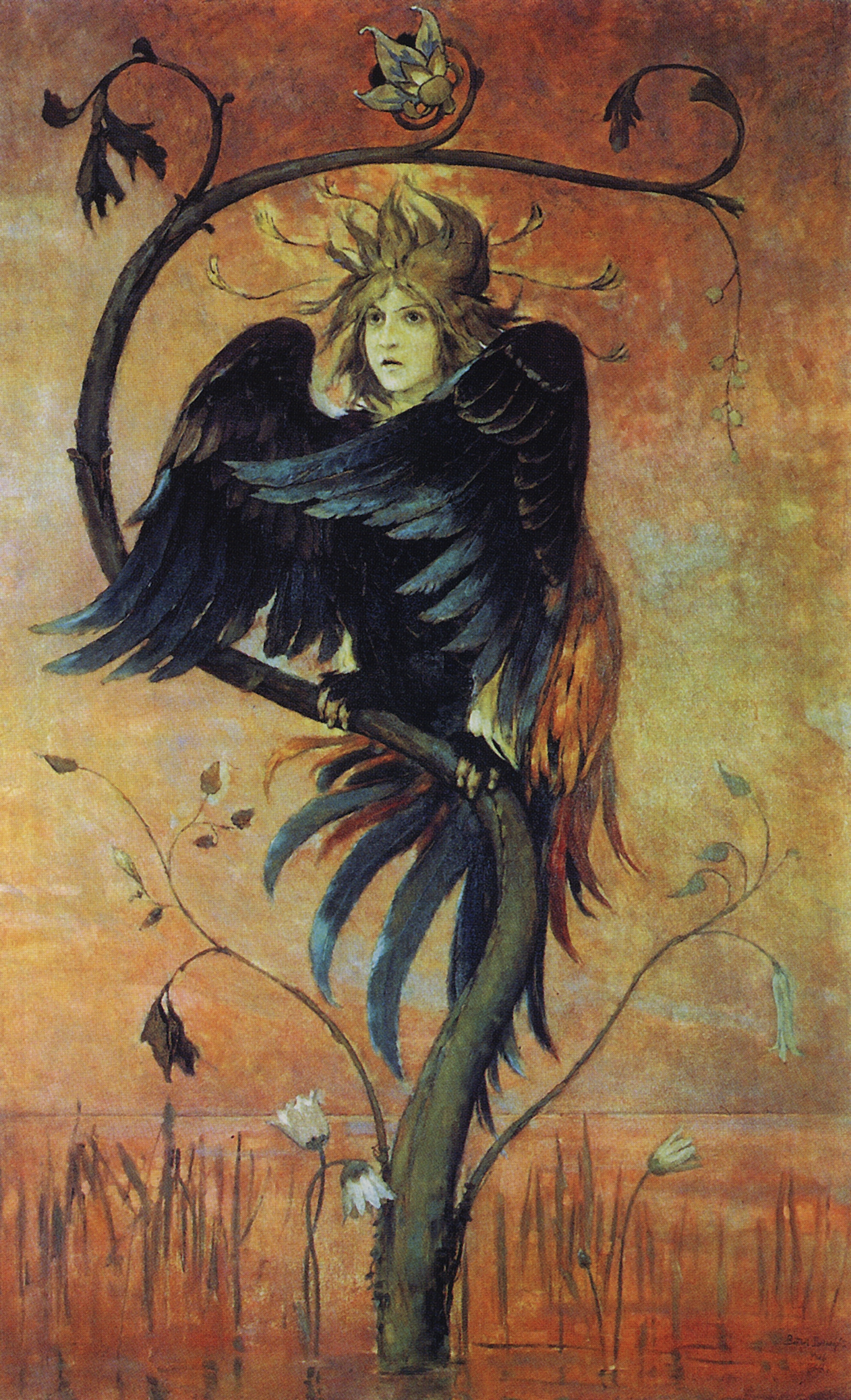
Gamajun auf einem Gemälde von Wiktor Wasnezow (1898)

Gamajun (russisch Гамаюн) ist ein prophetischer Vogel aus der slawischen Mythologie.
Der Gamajun gilt als Herold der slawischen Götter und ein Symbol für Wissen und Weisheit, der auf einer Insel in der Nähe des Paradieses leben soll. In der Kunst wird er als großer, schwarz gefiederter Vogel mit Frauenkopf dargestellt, ähnlich dem Sirin. Er soll einen wundervollen Duft verströmen.
Gamayun soll alles über den Ursprung der Erde und des Himmels, der Götter, Helden, Menschen, Monster und Tieren wissen. Er ist ein trauriges Geschöpf, das von einem Ende der Welt zum anderen fliegt und in seinen verzweifelten Vorhersagen die Zukunft zu den Menschen hinausschreit. Wenn er fliegt, wird ein tödlicher Sturm aus dem Osten ausgelöst. Die Anwesenheit des Gamajun wird von allen gefürchtet, da seine Visionen nur Katastrophen ohne Trost und Hoffnung vorhersagen.
Gamajun ist das Wappentier einiger Orte, darunter Michailowsk und Smolensk.

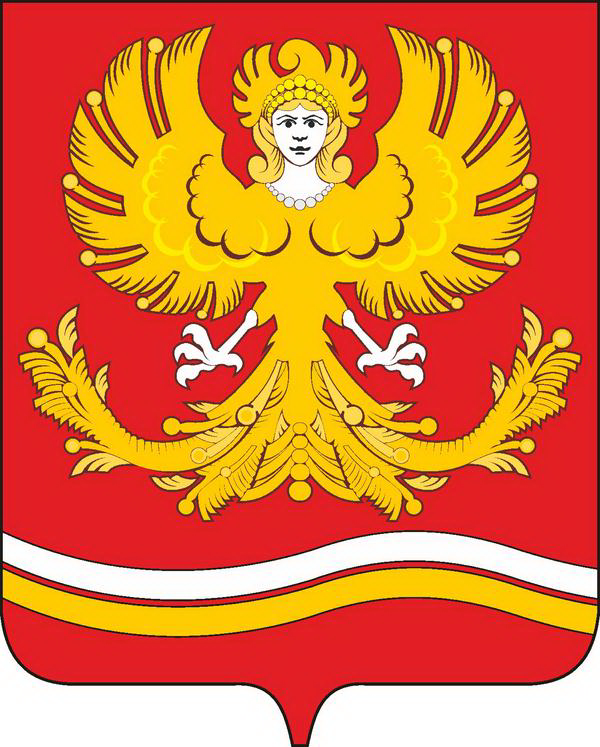
Wappen von Michailowsk

Die Beliebtheit des Gamajun stieg in der russischen Kultur Ende des 19. und Anfang des 20. Jahrhunderts an, als Wiktor Wasnezow das Gemälde „Gamajun, der prophetische Vogel“ malte. Alexander Blok schrieb unter dem Eindruck des Gemäldes das folgende Gedicht:
 Auf der Oberfläche endloser Gewässer,

 Vom Sonnenuntergang in Purpur gekleidet,

 Sie spricht und singt,

 Unfähig, die Flügel der Verzweifelten zu erheben...

 Verkündet das Joch der bösen Tataren,

 Verkündet eine Reihe blutiger Hinrichtungen,

 Und einen Feigling, und Hunger, und Feuer,

 Die Macht der Schurken, den Tod der Gerechten...

 Von ewigem Grauen ergriffen,

 Das schöne Gesicht brennt vor Liebe,

 Aber die Dinge klingen wahr,

 Lippen mit Blut verkrustet!...